# Coliade intérieur
Colias interior
Espèce
Le Coliade intérieur (Colias interior) est un  insecte lépidoptère de la famille des Pieridae de la sous-famille des Coliadinae et du genre Colias.

## Dénomination
Colias interior a été nommé par Scudder en 1862.
Synonyme : Eurymus interior Dyar, 1903.

### Noms vernaculaires
Le Coliade intérieur se nomme Pink-edged Sulphur en anglais.

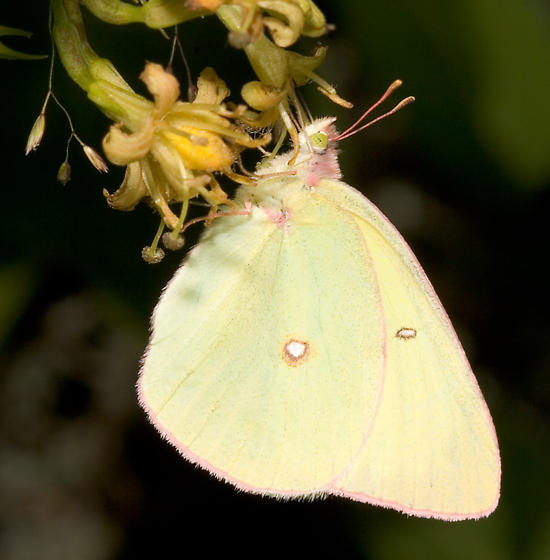
revers

## Sous-espèces
- Colias interior interior
- Colias interior laurentina (Scudder, 1875)
- Colias interior vividior (Berger, 1945) dans le Wisconsin[1].

## Description
Le Coliade intérieur est un papillon de taille moyenne (son envergure varie de 35 à 66 mm). Les ailes du mâle sont d'une couleur jaune, à bordure noire large aux antérieures, plus étroite aux postérieures, frange rose avec la cellule à l'aile antérieure marquée d'un point noir peu visible et un point discocellulaire cerclé de rose peu visible au centre de l'aile postérieure.
Les femelles sont jaune plus clair ou rarement blanches, avec une bordure foncée réduite ou absente.

### Chenille
La chenille est de couleur vert jaunâtre ornée de bandes dorsales plus claire et d'une bande latérale blanche sillonnée d'une ligne rouge avec un liseré partiel bleu.

## Biologie
Le Coliade intérieur vole, suivant son lieu de résidence, entre la fin mai et le début septembre, en une seule génération.
Il hiberne à un stade de chenille.

### Plantes hôtes
Les plantes hôte de sa chenille sont des Vaccinium : Vaccinium myrtilloides, Vaccinium corymbosum Vaccinium caespitosum Vaccinium vacillans, Vaccinium angustifolium et Vaccinium canadensis,.

## Écologie et distribution
Le Coliade intérieur est présent dans le nord de l'Amérique du Nord, dans tout le Canada dans le nord-est, le nord et le nord-ouest des États-Unis dans l'État de Washington, l'Idaho, le Maine, le Michigan, le Minnesota, la Virginie, le Montana, l'Oregon et le Wisconsin.

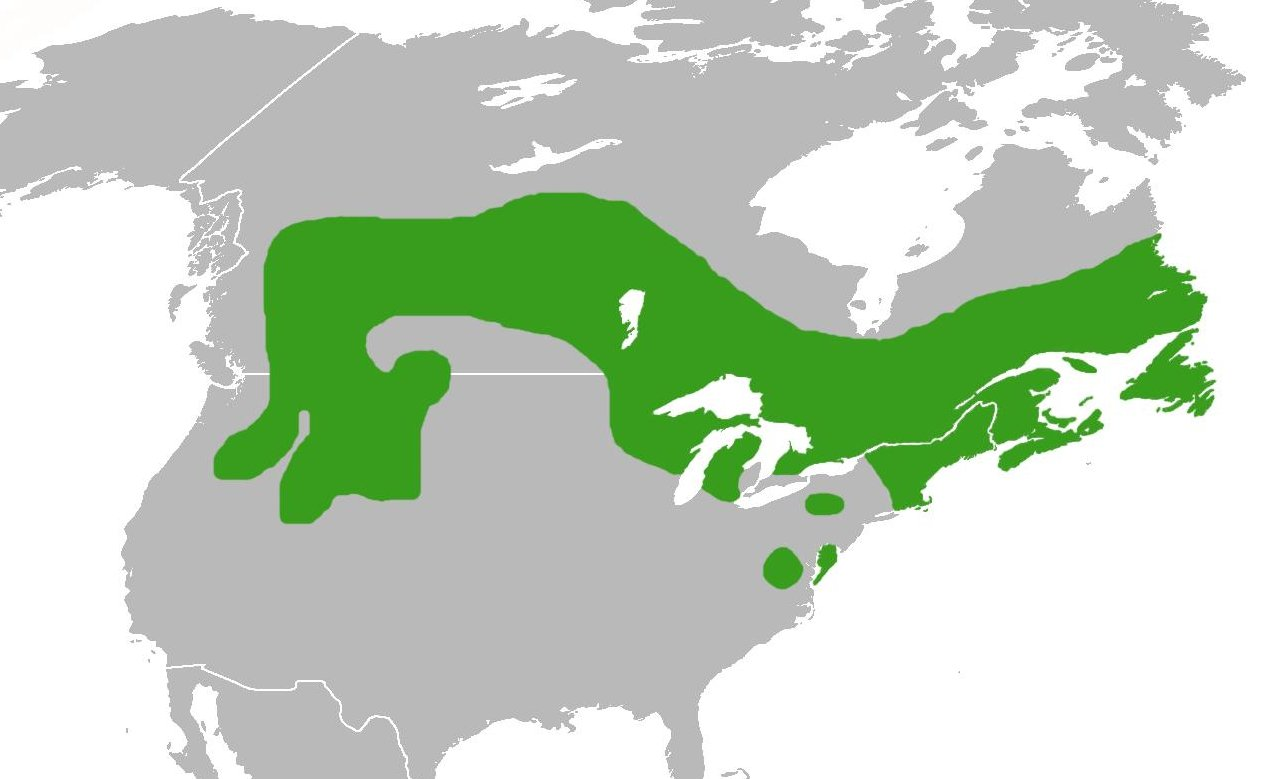
aire de répartition

### Biotope
Il réside dans les clairières où pousse sa plante hôte.

### Protection
Pas de statut de protection général mais dans le sud des Appalaches son habitat est protégé.